# Gonzalo Melero
Gonzalo Julián Melero Manzanares (Madrid, 2 januari 1994) is een Spaans voetballer die doorgaans speelt als middenvelder. In september 2022 verruilde hij Levante voor Almería.

## Clubcarrière
Melero speelde in de jeugdopleiding van Real Madrid en bij die club was hij ook actief in het derde en tweede elftal. Bij dat laatste team kwam hij onder leiding van coach Zinédine Zidane maar sporadisch aan spelen toe en hierop verkaste hij in januari 2015 naar Ponferradina, waar hij voor tweeënhalf jaar tekende. Gedurende anderhalf jaar speelde Melero mee in achtendertig competitiewedstrijden, waarin hij tot één treffer wist te komen.
In de zomer van 2016 nam Huesca de middenvelder over nadat Ponferradina gedegradeerd was uit de Segunda División. Bij Huesca tekende Melero voor één seizoen. Na afloop van dat seizoen werd de verbintenis opengebroken en met drie jaar verlengd tot medio 2020. In zijn tweede seizoen brak Melero helemaal door: met zijn zestien doelpunten hielp hij Huesca aan zijn historische promotie naar de Primera División. Ook daar was hij een vaste waarde op het middenveld, al moest hij wel een deel van het seizoen missen door een blessure. Op het einde van het seizoen degradeerde Huesca weer naar de Segunda División.
In juli 2019 maakte Melero de overstap naar Levante, dat circa 3,6 miljoen euro neertelde voor de toen 25-jarige middenvelder. Na drie seizoenen Levante degradeerde Melero met de club naar de Segunda División. Hijzelf speelde maar twee wedstrijden op dat niveau en daalde niet compleet mee af, door voor circa 1,9 miljoen euro te verkassen naar Almería en daar voor vier seizoenen te tekenen.

## Clubstatistieken
| Seizoen | Club         | Competitie       | Competitie | Competitie | Beker | Beker | Internationaal | Internationaal | Totaal | Totaal |
| Seizoen | Club         | Competitie       | Wed.       | Dlp.       | Wed.  | Dlp.  | Wed.           | Dlp.           | Wed.   | Dlp.   |
| ------- | ------------ | ---------------- | ---------- | ---------- | ----- | ----- | -------------- | -------------- | ------ | ------ |
| 2014/15 | Ponferradina | Segunda División | 10         | 0          | 0     | 0     | —              | —              | 10     | 0      |
| 2015/16 | Ponferradina | Segunda División | 28         | 1          | 4     | 0     | —              | —              | 32     | 1      |
| 2016/17 | Huesca       | Segunda División | 38         | 7          | 3     | 0     | —              | —              | 41     | 7      |
| 2017/18 | Huesca       | Segunda División | 38         | 16         | 0     | 0     | —              | —              | 38     | 16     |
| 2018/19 | Huesca       | Primera División | 22         | 2          | 1     | 0     | —              | —              | 23     | 2      |
| 2019/20 | Levante      | Primera División | 25         | 2          | 2     | 0     | —              | —              | 27     | 2      |
| 2020/21 | Levante      | Primera División | 29         | 7          | 6     | 1     | —              | —              | 35     | 8      |
| 2021/22 | Levante      | Primera División | 29         | 7          | 1     | 0     | —              | —              | 30     | 7      |
| 2022/23 | Levante      | Segunda División | 2          | 0          | 0     | 0     | —              | —              | 2      | 0      |
| 2022/23 | Almería      | Primera División | 27         | 4          | 1     | 0     | —              | —              | 28     | 4      |
| 2023/24 | Almería      | Primera División | 28         | 1          | 1     | 0     | —              | —              | 29     | 1      |
| 2024/25 | Almería      | Segunda División | 25         | 3          | 4     | 0     | —              | —              | 29     | 3      |
| Totaal  | Totaal       | Totaal           | 301        | 50         | 23    | 1     | 0              | 0              | 324    | 51     |

Bijgewerkt op 9 april 2025.